# Heroes (chanson de Måns Zelmerlöw)
Pour les articles homonymes, voir Heroes (homonymie).
Chansons représentant la Suède au Concours Eurovision de la chanson
Undo
(2014) If I Were Sorry
(2016)
Chansons ayant remporté le Concours Eurovision de la chanson
 Rise like a Phoenix
(2014)  1944
(2016)
Heroes (Héros) est la chanson de Måns Zelmerlöw qui a représenté la Suède au Concours Eurovision de la chanson 2015 à Vienne, en Autriche.

## Eurovision 2015
Après avoir remporté la finale du concours de chant suédois Melodifestivalen 2015 avec cette chanson, Måns Zelmerlöw participe au Concours Eurovision de la chanson 2015. La chanson se classe à la première place lors de la demi-finale du 21 mai 2015 et remporte la finale le 24 mai 2015 avec 365 points. Il s'agit alors de la troisième fois qu'un vainqueur dépasse la barre des 300 points après Alexander Rybak en 2009 (387 points) et Loreen en 2012 (372 points).

## Classement hebdomadaire
| Classement (2015)                  | Meilleure position |
| ---------------------------------- | ------------------ |
| Australie (ARIA)                   | 19                 |
| Allemagne (Media Control AG)       | 3                  |
| Autriche (Ö3 Austria Top 40)       | 1                  |
| Danemark (Tracklisten)             | 7                  |
| Écosse (OCC)                       | 7                  |
| Espagne (PROMUSICAE)               | 3                  |
| Finlande (Suomen virallinen lista) | 11                 |
| France (SNEP)                      | 33                 |
| Italie (FIMI)                      | 87                 |
| Norvège (VG-lista)                 | 4                  |
| Pays-Bas (Single Top 100)          | 12                 |
| Slovaquie (IFPI Rádio)             | 48                 |
| Suède (Sverigetopplistan)          | 1                  |
| Suisse (Schweizer Hitparade)       | 1                  |
| Royaume-Uni (UK Singles Chart)     | 11                 |